# Ptilope de Henderson
Ptilinopus insularis
Espèce
Statut de conservation UICN

 VU D2 : Vulnérable
Le Ptilope de Henderson (Ptilinopus insularis) est une espèce d’oiseau appartenant à la famille des Columbidae.

## Distribution
Cette espèce est endémique de l'île d'Henderson dans les îles Pitcairn.

## Publication originale
- North, 1908 : On three apparently undescribed birds from Henderson or Elizabeth Island. Records of the Australian Museum, vol. 7, p. 29-32.